# Rancho Manantial
Rancho Manantial är en ort i Mexiko.   Den ligger i kommunen Santa María Jacatepec och delstaten Oaxaca, i den sydöstra delen av landet, 300 km sydost om huvudstaden Mexico City. Rancho Manantial ligger 87 meter över havet och antalet invånare är 168.
Terrängen runt Rancho Manantial är huvudsakligen kuperad, men åt nordost är den platt. Runt Rancho Manantial är det ganska glesbefolkat, med 29 invånare per kvadratkilometer. Närmaste större samhälle är Tuxtepec, 19,2 km nordost om Rancho Manantial. I omgivningarna runt Rancho Manantial växer i huvudsak städsegrön lövskog.